# Petrus Toletanus
Petrus Toletanus of Peter van Toledo was een belangrijk vertaler in de twaalfde eeuw. Hij maakte deel uit van het team dat de eerste Latijnse vertaling van de Koran voorbereidde (de Lex Mahumet pseudoprophete).
Hoewel er niet veel over zijn leven bekend is, wordt op grond van zijn kennis van het Arabisch aangenomen dat hij een Mozarab was. Uit zijn activiteiten als vertaler blijkt dat hij werkte aan de Vertalersschool van Toledo, die werd gesteund door de aartsbisschop van Toledo, Raymond de Sauvetat. Tekortkomingen in de vertaling van de verontschuldiging van Al-Kindi , waaraan hij bekend heeft gewerkt, geven aan dat zijn kennis van klassiek Arabisch beperkt was.
In 1142 bezocht Petrus de Eerbiedwaardige, abt van Cluny, Spanje en rekruteerde een team van vertalers die vijf Arabische teksten moesten vertalen, waaronder de Koran. De collectie is bekend bij het Corpus Cluniacense. Het vertaalwerk ging door in 1142–1143. Peter van Toledo lijkt de hoofdvertaler te zijn geweest van slechts één van de teksten, de Verontschuldiging, maar hij speelde een sleutelrol in het project als geheel en werkte samen met drie andere mensen die bekend waren met het Arabisch. Robert van Ketton, Herman van Karinthië, een moslim genaamd Mohammed de Saraceen en ook met Peter van Poitiers, die het polijsten van het Latijn op zich nam. James Kritzeck crediteert Peter van Toledo voor het plannen en annoteren van de collectie, maar deze interpretatie hangt ervan af of Peter de auteur is van anonieme glossen in een manuscript dat in Frankrijk bewaard is gebleven.